# Новый (Кувандыкский район)
Новый — посёлок в Кувандыкском городском округе Оренбургской области.

## История
В 1966 г. Указом Президиума ВС РСФСР поселок фермы № 3 совхоза «Кувандыкский» переименован в Новый.

## Население
| 2010 |
| ---- |
| 16   |